# Nakajima G10N
Nakajima G10N Fugaku (japonskko: 富岳 ali 富嶽) je bil predlagani 6-motorni propelerski strateški bombnik z dolgim dosegom, ki so ga razvijali Japonci med 2. svetovno vojno. Fugaku je bil del "projekta Z", v katerem naj bi poleg bombnika zgradili tudi transportno letalo s kapaciteto 300 vojakov in leteče topnjačo. Leta 1944 so projekt preklicali, preden so zgradili prototip.

## Operators (planned)
Japonska
- Imperial Japanese Navy Air Service – (G10N / Fugaku)
- Imperial Japanese Army Air Force – (Project Z)

## Specifkacije (Projekt Z / Fugaku, ocena)
Podatki iz Japanese Secret Projects:Experimental aircraft of the IJA and IJN 1939–1945
Splošne značilnosti
- Posadka: 6 do 10

Fugaku: 7 do 8
- Dolžina: 44,98 m (147 ft 7 in)

Fugaku: 39,98 m (131 ft)
- Razpon kril: 64,98 m (213 ft 2 in)

Fugaku: 62,97 m (207 ft)
- Višina: 8,77 m (28 ft 9 in)
- Površina kril: 352,01 m2 (3.789,0 sq ft)

Fugaku: 330 m2 (3.552,09 sq ft)
- Vitkost: 12,1
- Teža praznega letala: 65.000 kg (143.300 lb)

Fugaku: 33.800 kg (74.516,24 lb)
- Bruto teža: 122.000 kg (268.964 lb)

Fugaku: 42.000 kg (92.594,15 lb)
- Maks. vzletna teža: 160.000 kg (352.740 lb)

Fugaku: 70.000 kg (154.323,58 lb)
- Pogon letala: 6 × Nakajima Ha-54 36-valjni zračnohaljeni zvezdasti motor, 3.700 kW (5.000 hp)  vsak vsak (pri vzletu)

Fugaku: 6x Nakajima NK11A 18-valjni zračnohaljeni zvezdasti motor 2.500 hp (1.864 kW) vsak (pri vzletu)
- Propelerji: št. lopatic: 6 kontrarotoriajoči propelerji s konstantimi vrljaji, 4,5 m (14 ft 9 in) premer

Fugaku: 4-kraki propelerji s konstantnimi vrtljaji, premer: 4,8 m (16 ft)
Zmogljivost
- Maks. hitrost: 679 km/h (422 mph; 367 kn) at 10.000 m (32.808 ft)

Fugaku: 779 km (484 mi) na višini 10.000 m (32.808 ft)
- Doseg: 17.999 km (11.184 mi; 9.719 nmi) maximum

Fugaku: 19.400 km (12.055 mi)
- Višina leta: 15.000 m (49.213 ft)
- Obremenitev kril: 456 kg/m2 (93 lb/sq ft)

Fugaku: 211,89 m² (43,4 lb/ft²)
- Razmerje moč/teža: 0,103 kW/kg (0,063 KM/lb)

Fugaku: 0,118 kW/kg (0,07 KM/lb)

Oborožitev

- Strelno orožje: 4× 20mm Tip 99 topovi
- Bombe: do 20.000 kg (44.092 lb) bomb